# Joina Canyet Garcia
Joina Canyet Garcia, coneguda amb el nom artístic de Joina, (Biure, 1996) és una compositora, pianista i cantant catalana. Ha publicat tres àlbums en solitari Companyes, Òrbita 9.18 i Entre la mort i el desglaç. De formació clàssica i amb vocació experimental, destaca per fusió d'estils i per la creació d'un imaginari sonor propi: des del piano clàssic, fins al rap avantguardista.

## Trajectòria
Començà a escriure poesia en forma de rap en un viatge a París que li generà l'espai idoni per a poder crear i investigar aquest nou llenguatge. L'abril de 2018, tragué el seu primer senzill «El món és seu», un tema que parla sobre l'assetjament sexual. Companyes és una crida al feminisme i l'apoderament de les dones, i també un cant a la llibertat d'expressió. En el disc s'hi noten influències d'estils i gèneres molt diversos, des de la música clàssica o el jazz i flamenc fins al hip-hop i el funk. Des de l'estrena del disc, Joina ha actuat al Festival Acústica Figueres, al Festival Arts d'Estiu i al Mercat de Música Viva de Vic, i en sales com el Jamboree i Luz de Gas. L'any 2019, fou finalista del concurs Sona9, en el qual va rebre el Premi Joventut.
El 2021, publicà el seu segon àlbum, Òrbita 9.18. Un univers sonor nou que marca un punt d'inflexió vers Companyes: cançons pop/rap experimentals dins un univers d'electrònica. L'àlbum gira entorn al concepte del propi refugi. Agrupat en tres episodis, Òrbita 9.18 transporta a una atmosfera conceptual, suggerent, reflexiva i intimista.

## Discografia
- Companyes (autoedició, 2018)[7]
- Òrbita 9.18 (Microscopi, 2021)
- Entre la mort i el desglaç (Foehn Records, 2025)